# Federico Ielapi
Federico Ielapi (Roma, 12 de julio de 2010) es un actor italiano. Recibió una mención especial al Premio Guglielmo Biraghi en el marco de la edición 2020 de los Nastro d'Argento Awards por la película Pinocchio, en la que interpretó al personaje del título.

## Biografía
Debutó en 2016 en la película ¿Quo Vado? de Gennaro Nunziante, interpretando a Checco Zalone de niño.
Después participó en la película de 2018 Los mosqueteros del rey, dirigida por Giovanni Veronesi, y en algunos anuncios de televisión para Italo Treno, junto al actor Francesco Pannofino. En 2018 también formó parte del reparto principal de la temporada 11 de la serie de televisión Don Matteo, interpretando a Cosimo Farina.
En 2019 interpretó a Pinocho en la película homónima dirigida por Matteo Garrone, recibiendo una mención especial al Premio Guglielmo Biraghi en el marco de la edición 2020 de los Nastro d'Argento. Awards; Ielapi también se dobló a sí mismo en la versión inglesa de la película. Ese mismo año también participó en la película Brave ragazze, dirigida por Michela Andreozzi, interpretando el papel de Francesco.